# Hannibal Goodwin
Hannibal Williston Goodwin (Ulysses, 21 aprile 1822 – Contea di Tompkins, 31 dicembre 1900) è stato un presbitero, inventore e imprenditore statunitense.
È noto soprattutto per aver inventato e brevettato un metodo per la creazione di una pellicola fotografica trasparente e flessibile a partire da un supporto in nitrocellulosa, un'invenzione che spalancò le porte alla nascita della cinematografia; fu comunque solo uno dei 15 brevetti che Goodwin, privo di alcuna specifica formazione scientifica, riuscì ad ottenere nel corso della sua vita di inventore.

## Biografia

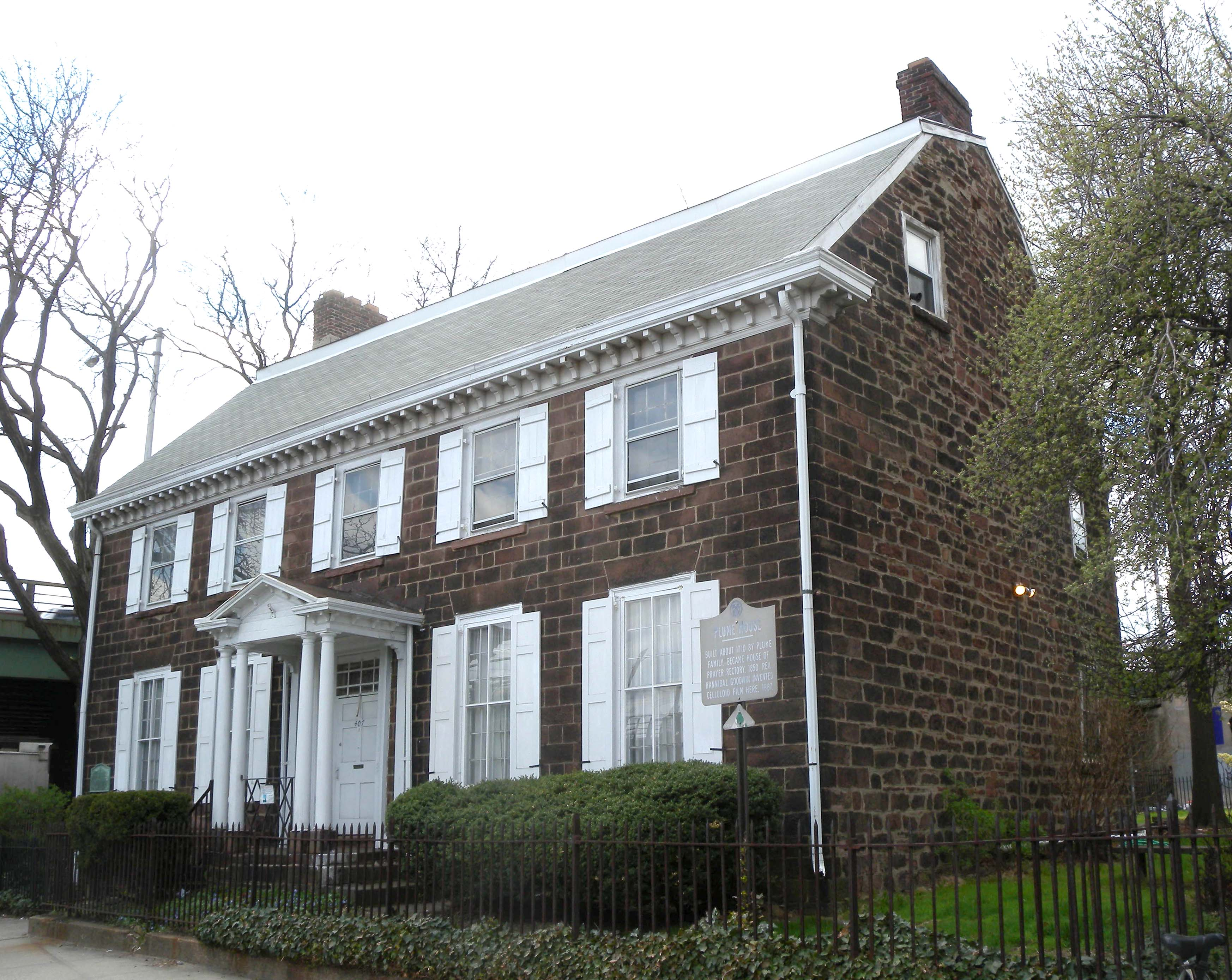
La casa in cui Goodwin mise a punto la pellicola flessibile da lui inventata è oggi inserita nel registro nazionale dei luoghi storici degli Stati Uniti d'America.

Goodwin, un pastore episcopaliano, diresse la House of Prayer, una chiesa episcopale di Newark, nel New Jersey, dal 1867 al 1887. A metà degli anni 1880, desideroso di trovare un supporto chiaro e durevole su cui poter imprimere le immagini da utilizzare nelle sue lezioni sulla Bibbia, ma che fosse anche più comodo delle preesistenti lastre di vetro, e dopo aver visto su una rivista di fotografia che molti fotografi stavano cercando un supporto simile da quarant'anni, Goodwin decise di cimentarsi nella sfida e iniziò una lunga serie di esperimenti lavorando sui supporti rigidi di nitrocellulosa.
Alla fine, dopo quasi un anno di lavoro, Goodwin riuscì a trovare quello che tutti, nel campo della fotografia, stavano allora cercando, ossia un supporto che unisse alla trasparenza delle lastre di vetro la leggerezza e la flessibilità della carta allora utilizzata nelle fotocamere a cassetta. Il procedimento con cui era riuscito ad ottenere la pellicola flessibile consisteva nello sciogliere la nitrocellulosa nel nitrobenzolo, nel diluire la miscela ottenuta con dell'alcol diluito con acqua e nel versare il tutto su del vetro facendo poi evaporare prima l'alcol, poi l'acqua e infine il nitrobenzolo. Quello che si otteneva era una pellicola sufficientemente buona da poter essere rivestita con l'emulsione fotografica ed essere quindi utilizzata per scattare fotografie.
A giudicare dalle sue prime domande di brevetto, sembra che Goodwin non avesse ben chiaro il motivo per il quale la sua formula funzionasse ma, conscio di avere tra le mani un'idea che poteva rivelarsi molto profittevole, decise di brevettarla. Così, il 2 maggio 1887, dopo essere andato in pensione, egli fece richiesta di un brevetto negli Stati Uniti d'America per "una pellicola fotografica e il processo di produzione della stessa...specialmente in connessione con le macchine a rullo", ma il brevetto non gli fu rilasciato che dodici anni più tardi, il 13 settembre 1898. Nel frattempo però, a partire dal 1888, George Eastman, un altro inventore statunitense attivo nel campo della fotografia nonché fondatore dell'odierna Kodak, aveva già iniziato la produzione e la vendita di macchine fotografiche a cui nel 1889 aggiunse quella di una pellicola flessibile di sua invenzione, fabbricata con un processo molto simile a quello messo a punto da Goodwin, da usare con macchine fotografiche di nuova fattura.
La Kodak, al tempo chiamata Eastman Dry Plate & Film Company, aveva presentato domanda di brevetto per il suo processo di produzione, messo a punto da Henry Reichenbach, il 9 aprile 1889 e lo aveva ottenuto il 10 dicembre 1889, quando l'esaminatore dell'ufficio brevetti, tale William Burke, aveva valutato che il processo della Kodak non era in conflitto con un altro precedentemente depositato ed ancora in attesa di essere valutato, ossia quello di Goodwin. Il ritardo nella valutazione della domanda di Goodwin è forse da imputare alla presentazione stessa della domanda di brevetto. Goodwin, dopotutto, era un pastore, non un chimico come Reichenbach, e il documento da lui presentato, molto più voluminoso di una domanda di brevetto dell'epoca, conteneva formulazioni decisamente imprecise (si possono leggere frasi come "sciolta in nitrobenzolo, o in un altro solvente, e diluita con alcol, o un altro diluente"), formule nebulose e dichiarazioni un po' troppo avventate.
Di fatto, invece di spiegare esattamente in cosa il suo processo di produzione differisse dagli altri (l'idea di creare pellicole flessibili a partire dalla nitrocellulosa era apparsa sulle riviste di settore già da molti anni) e perché funzionasse, Goodwin aveva chiesto, in maniera decisamente audace, un brevetto che coprisse ogni sostituto del vetro e della carta prodotto in nitrocellulosa con il metodo di diluizione ed evaporazione. Burke aveva rigettato la domanda di brevetto chiedendo a Goodwin di ripresentarla in modo meno lacunoso ma, nel corso dell'anno successivo alla prima presentazione, la domanda fu corretta, presentata e rigettata altre sei volte.
Come detto, quello che traspare dalle prime domande di brevetto è che forse lo stesso Goodwin non avesse ben chiaro i motivi per cui il suo processo funzionasse e sembra che abbia impiegato una decina d'anni per arrivare a capire la chimica alla base di tale successo, il guaio fu che nel frattempo i suoi concorrenti continuarono ad acquisire quote di mercato. Goodwin era infatti ancora alle prese con le sue domande di brevetto quando, il 14 aprile 1894, Thomas Edison presentò al pubblico il suo kinetoscopio, una macchina in grado di far scorrere le immagini dando un'idea del movimento e realizzata nel 1889, che montava pellicole trasparenti in nitrocellulosa di larghezza 35 millimetri e marca Kodak. Di fatto, una tale alleanza con Edison, segnò una svolta per il futuro della ditta di Eastman.
Goodwin, aiutato dagli avvocati che nel frattempo aveva assunto, combatté per 11 anni con l'ufficio brevetti per farsi concedere il brevetto della pellicola flessibile, finché, il 13 settembre 1898, la domanda di brevetto, l'ultima di una lunghissima serie, riveduta e corretta per l'ennesima volta fu finalmente approvata. A questo punto era dunque compito dei tribunali decidere se il brevetto era stato legittimamente assegnato e se, in caso positivo, esso coprisse anche il processo di produzione adoperato dalla Kodak. Intanto, Goodwin provò a rimettersi in pari con Eastman e, nel 1900, fondò la Goodwin Film and Camera Company, aprendo una piccola fabbrica a Newark e accusando la Kodak, che nel frattempo era diventata la produttrice dell'80% delle pellicole flessibili vendute negli USA, di violazione di brevetto. Eastman, dal canto suo, bollò il tutto come semplici fandonie, ma probabilmente sapeva che, anche in virtù di alcuni cambiamenti che c'erano stati nel processo di produzione delle pellicole Kodak nel 1899, il processo utilizzato nel 1900 era ancora più simile a quello di Goodwin di quanto non lo fosse quello del 1889. Il tutto sembrò comunque risolversi il 31 dicembre 1900 quando, ancora prima che la produzione delle pellicole nella fabbrica di Newark iniziasse, Goodwin morì per le ferite riportate in un incidente stradale.

## Eredità
Nel luglio del 1901, la vedova di Goodwin, Rebecca, vendette il brevetto e l'azienda stessa alla Ansco, una ditta produttrice di macchine fotografiche e carta fotografica, che fu la più grande produttrice statunitense di materiale per la fotografia del XIX secolo, la quale, pochi mesi dopo, propose alla Kodak l'acquisto del brevetto per diversi milioni di dollari. Eastman rifiutò e così, dopo aver verificato, sperimentandolo in uno stabilimento di Binghamton, che la produzione di pellicole flessibili era effettivamente possibile con il metodo di Goodwin, la Ascon fece causa alla Kodak per aver violato il brevetto di Goodwin. Data l'importanza che nel frattempo avevano assunto le pellicole flessibili con il progredire della cinematografia, la causa richiese più di dieci anni e alla fine, nel 1914, la corte federale dello Stato di New York si pronunciò a favore della Ansco, condannando la Kodak a pagare un risarcimento di 5 milioni di dollari (altri 300 000 dollari arriveranno come risarcimento da altri produttori), una cifra enorme per l'epoca (pari a circa 130 milioni di dollari nel 2020) ma comunque non in grado di scalfire gli affari della Kodak, che rimarrà la principale produttrice di pellicole fotografiche per tutto il secolo a venire.
Quello che il giudice, John R. Hazel, sentenziò fu che, sebbene ci fossero delle piccole imperfezioni nel brevetto messo a punto da Goodwin, queste non ne inficiavano la validità. Di fatto, secondo il giudice, il punto fondamentale fu che nessuno, prima di Goodwin, aveva mai utilizzato la dissoluzione della nitrocellulosa in un solvente altobollente (il nitrobenzolo) e la diluizione del risultato con un diluente bassobollente (l'alcol), per ottenere un composto con cui produrre una pellicola. È probabile quindi che né Eastman né Reichenbach avessero mai sentito parlare del processo di Goodwin, ma ciò non toglie che fu quest'ultimo a ideare un simile processo per primo e che quindi il suo brevetto fosse valido e fosse stato violato dalla Kodak per più di vent'anni.
La Ansco, che aveva già onorato la memoria di Goodwin alla mostra della National Photography Association del 1909, negli anni 1920 lanciò sul mercato una serie di fotocamere a cassetta chiamata Goodwin che rimase sul mercato fino agli anni 1930.

## Intitolazioni
A Goodwin è stato intitolato un ghiacciaio, il ghiacciaio Goodwin appunto, situato sulla costa di Danco, nella Terra di Graham, in Antartide.